# نانا (مغنية)
نانا (هانغل: 임진아) (من مواليد 14 سبتمبر 1991 في تشونغجو، كوريا الجنوبية) هي مغنية وممثلة وعارضة أزياء ومغنية راب كورية جنوبية بدأت مسيرتها الفنية عام 2009. وهي عضوة في فرقة افتر سكول.

## السيرة الذاتية
ولدت نانا في 14 سبتمبر 1991. هي من الأصدقاء المقربين للمغني كي من فرقة شايني والمغنية نيكول من كارا.

## فيلموغرافيا

### مسلسلات تلفزيونية
| عام        | عنوان                 | الدور         | ملاحظة                 | مراجع |
| ---------- | --------------------- | ------------- | ---------------------- | ----- |
| 2015       | الحب ينسج عبر الألفية | شاو نانا      | دراما صنية             |       |
| 2016       | زوجة جيدة             | كيم دان       |                        |       |
| 2019       | اقتله                 | دو هيون جين   |                        |       |
| 2019       | العدالة               | سيو يون آه    |                        |       |
| 2020       | ذكيرات                | جوو سي را     |                        |       |
| 2021       | اوه سيدتي             | أوه جو إن     |                        |       |
| 2021       | منشأ                  | يو رين        |                        |       |
| 2022       | الحب في العقد         | يو مي         | دور الكاميو (الحلقة 1) | [ 4 ] |
| يحدد لاحقا | راجلي الكيوبيد        | أوه بايك ريون |                        | [ 5 ] |

### سلسلة وبب
| عام  | عنوان           | الدور                   | ملاحظة | مراجع |
| ---- | --------------- | ----------------------- | ------ | ----- |
| 2022 | خطأ تقني        | هيور بو را              |        | [ 6 ] |
| 2023 | فتاة خلف القناع | كيم مو مي (بعد الجراحة) |        | [ 7 ] |

## وصلات خارجية
- نانا على موقع IMDb (الإنجليزية)
- نانا على موقع ميوزك برينز (الإنجليزية)
- نانا على موقع ديسكوغز (الإنجليزية)
- نانا على موقع قاعدة بيانات الفيلم (الإنجليزية)
- نانا على موقع كينوبويسك (الروسية)

- الموقع الإلكتروني